# Chamelaucieae
Chamelaucieae es una tribu de plantas de la familia de las mirtáceas. Tiene los siguientes géneros:

## Géneros
| - Actinodium Schauer - Aluta Rye & Trudgen - Astartea DC. - Astus Trudgen & Rye - Babingtonia Lindl. - Baeckea L. - Balaustion Hook. - Calytrix Labill. - Chamelaucium Desf. - Corynanthera J.W.Green - Darwinia Rudge - Euryomyrtus Schauer | - Homalocalyx F.Muell. - Homoranthus A.Cunn. ex Schauer - Hypocalymma (Endl.) Endl. - Malleostemon J.W.Green - Micromyrtus Benth. - Ochrosperma Trudgen - Pileanthus Labill. - Rinzia Schauer - Scholtzia Schauer - Thryptomene Endl. - Triplarina Raf. - Verticordia DC. |